# Horloge de Santa Maria del Fiore
L'horloge de Santa Maria del Fiore est une horloge dans la cathédrale Santa Maria del Fiore, à Florence, en Italie. 
Datée de 1443 (donc du calendrier julien) et placée sur l'envers de la façade de la cathédrale, cette horloge liturgique anti-horaire présente un cadran peint par Paolo Uccello comportant 24 secteurs correspondants aux heures anciennes de la journée avec le 12 en haut.
De sept pieds de diamètre, elle est inscrite dans un panneau carré de 4,70 m de côté, les coins comportent des figures (évangélistes ou prophètes ?) auréolées semblant sortir leurs têtes d'oculi par un effet de perspective.

Têtes peintes.
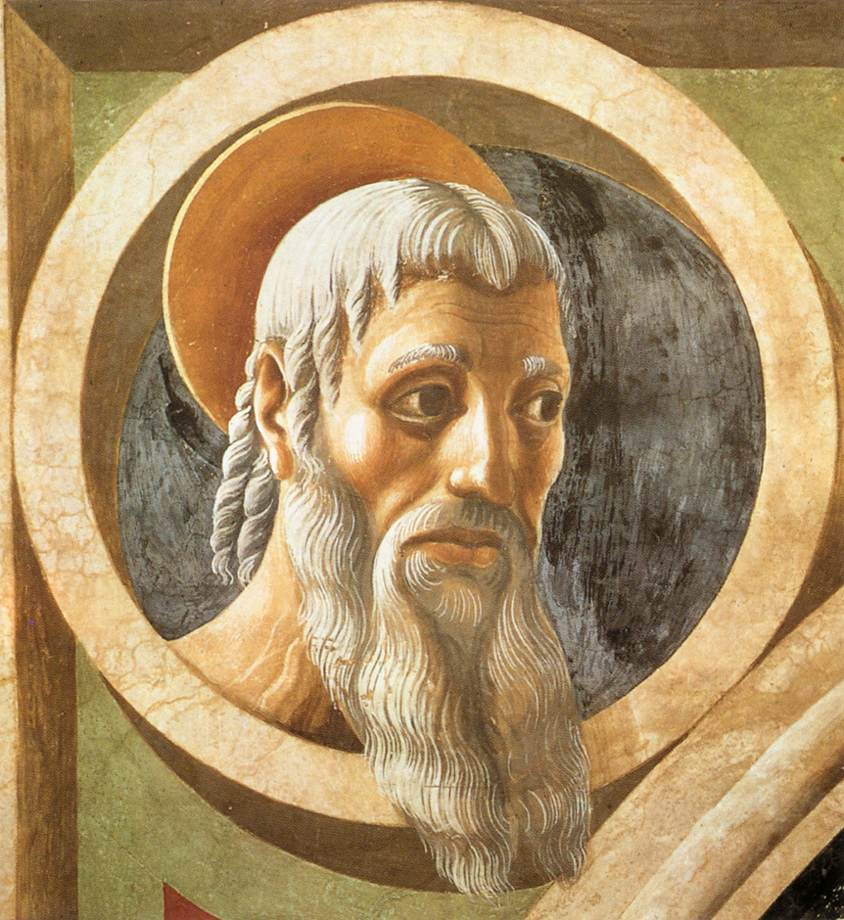
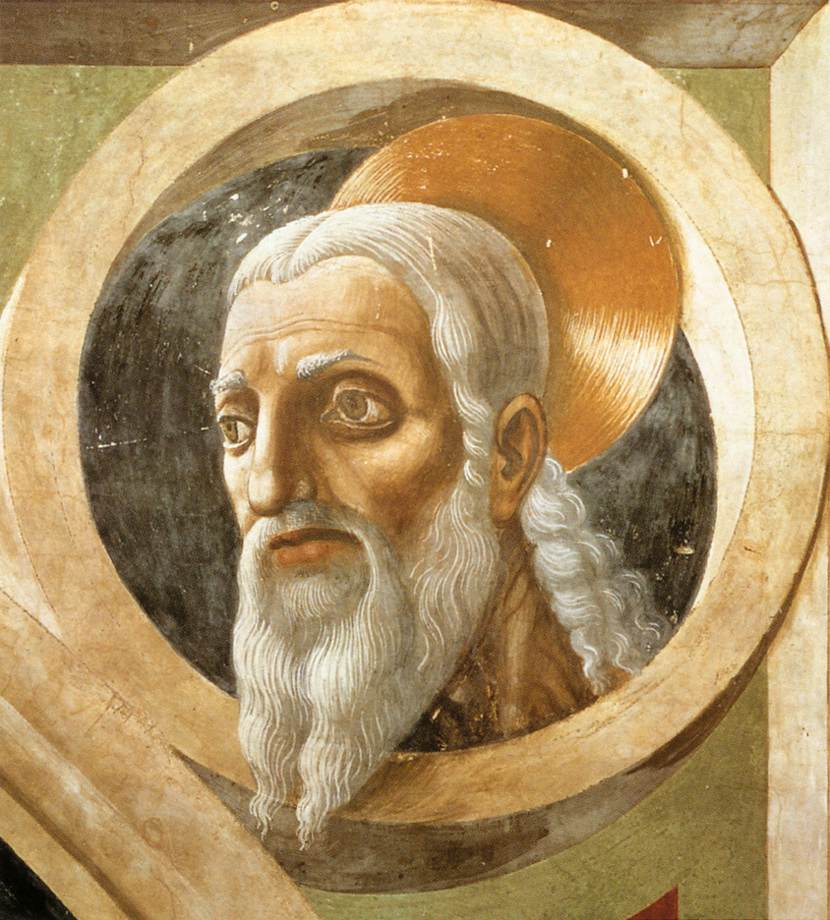
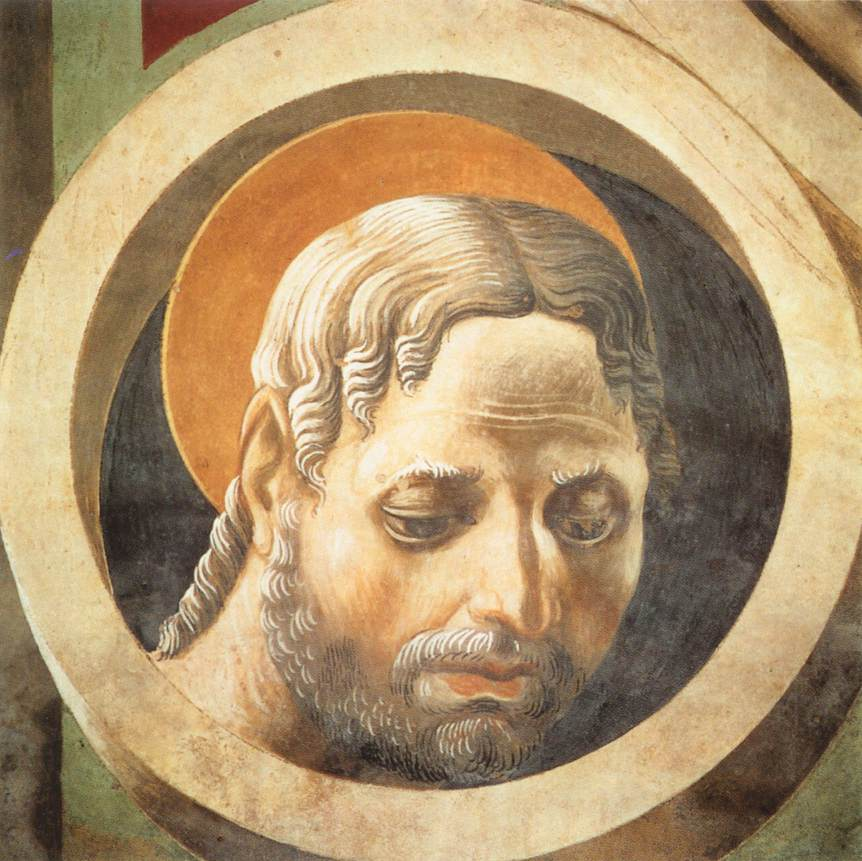
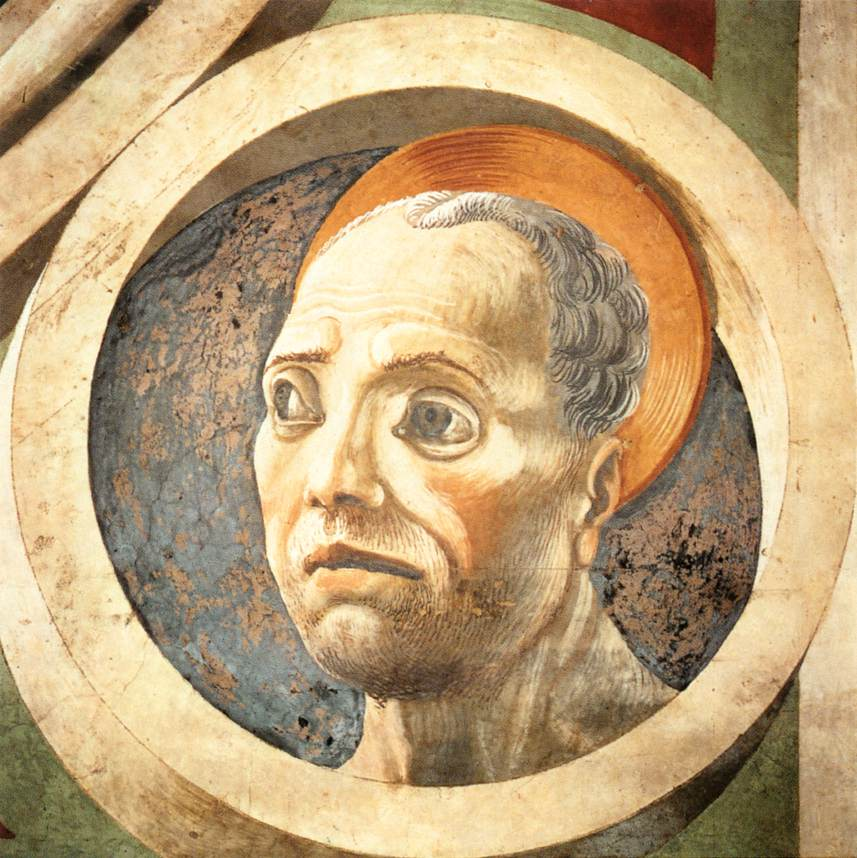

Le cadran de l'horloge surmonte le Couronnement de la Vierge en panneau central entouré d'anges musiciens.

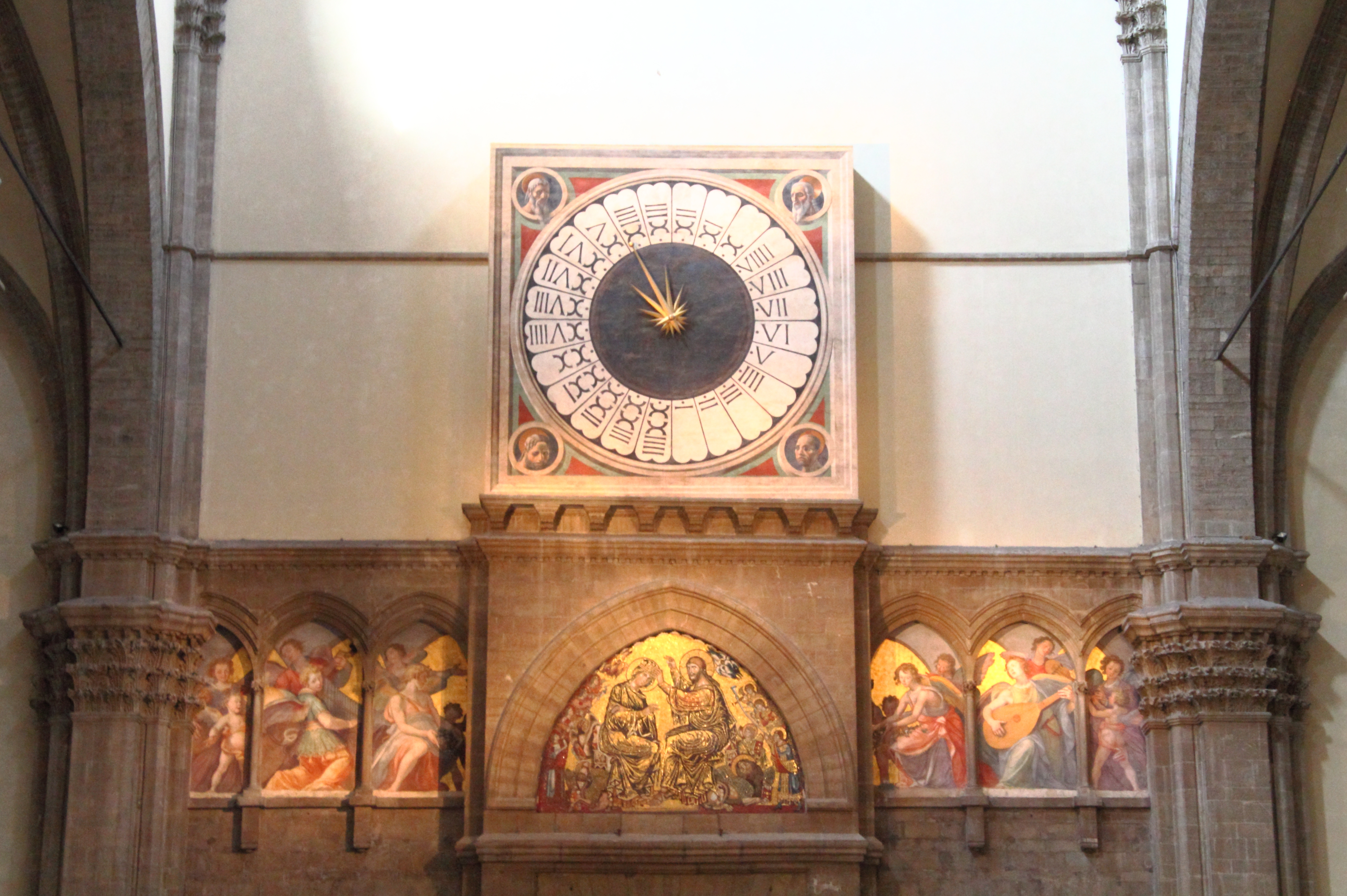
Les fresques sous-jacentes.

## Restauration
Modifié au XVIIIe siècle suivant les us et coutumes de l'époque moderne (12 heures, sens horaire), elle est restaurée suivant son fonctionnement originel au XXe siècle  par Andrea Palmieri et Ugo Pancani du Centro Studi per il Restauro di Orologi dell’I.S.I.S. Leonardo da Vinci di Firenze.